# 土佐金
土佐金最先是由大阪地區的蘭壽金魚與琉金金魚互相交配培育而成，最先是由須賀龜太郎先生經過無數次的改良成形成現在這種美麗的金魚。而當初的土佐金只有黑白兩色，現今的土佐金卻有許多種顏色。土佐金有一個美麗的稱呼“仙女之舞”，大大的尾巴就好像羽衣一般。可惜的是這種魚非常難飼養，算是養殖金魚當中最難養殖的一種。養殖時要用特別的容器養殖，如：圓形玻璃魚缸、丸缽、臉盆，這麼做是為了不破壞金魚的尾巴以及好掌握水質的變化。土佐金對於環境的適應能力非常的脆弱，特別是在移動土佐金到新環境時。或是在梅雨季節，初秋急劇的溫度變化，容易使土佐金消化不良，破壞土佐金的健康狀況。所以若是買家在梅雨季節購買土佐金的話要多加注意。

## 由來
土佐金又叫“土佐錦魚”，又有人稱牠為“金魚女王”。原本土佐金飼養於高知縣高知市的中心，這種魚在江戶時代存在。是由土佐藩山内家家臣乾市正和須賀龜太郎協力挑選出品種好的蘭壽金魚和琉金金魚，然後將金魚帶回來高知，這便是土佐金的歷史的開端。
文化‧文政的時候（1800年代剛開始時），同樣在其他地方，養殖金魚成為武士們的副業，那時候飼養金魚非常的盛行。高知城的南與力町代代在進行養殖金魚的須賀家，得到了“土佐錦魚始祖”的題名（弘化2年：1845年）。“土佐錦魚”的名稱便是這麼來的，目前高知城下南與力町的須賀家現在還存在著“土佐錦魚始祖”的相關記錄資料。
土佐錦魚始祖的記錄資料中，描寫原本的土佐金體型很像現在的金魚，稍長的身體，尾巴像朵花，左右親密的貼著魚身，因為崁淺的三尾，所以和現在的土佐錦魚有許些不同。這只是當時固定的的金魚品種，當時並不是叫“土佐錦魚”，土佐錦魚只是當初題名的標題而已，而土佐錦魚始祖所包含的內容，說不定是「土佐的金魚」的意思。

## 土佐錦魚品種固定
土佐錦魚品種確定是在明治時代，培育出土佐錦魚的是由飼養家須賀龜太郎先生（1856-1973）使用尾鰭張力強的“琉金金魚”和“大阪蘭壽”互相交配而產生的魚種，在經過加以改良，樣子就比較接近現在的土佐錦魚。在以前，土佐錦魚的品種出來時，有「琉金金魚突變」的書，現在的土佐錦魚繁殖出來，偶爾會發生沒有背鰭的現象。土佐錦魚的起源是在於「琉金」，和擁有平付尾的「大阪蘭壽」。
相傳須賀龜太郎氏之家，有著類似最原始的土佐錦魚。土佐錦魚培育出來的相關過程資料，須賀龜太郎氏之家似乎並沒有留下來。不管是不是由琉金和大阪蘭壽交配出來的，培育出如此獨特又美麗的土佐錦魚，並且又有辦法將土佐錦魚形態固定，可說是須賀烏龜太郎先生藝術性的作品和努力的結晶。
但是，當時的土佐錦魚與現在的土佐錦魚有許些差異，尾巴的大扇骨兩端張開向前方延長，也有人稱作“蝦尾巴”。

## 從此之後的土佐錦魚
據說在高知的土佐錦魚品評會，是在大正年剛開始的時候舉行的，不過當初舉行的地方在神社和公園等不同地方舉行。不過品評會有關於土佐錦魚的記錄，在戰爭時期空襲中遺失了。現在唯一現存的，是土佐錦魚會中品評會的名次排列順序表，叫做“土佐錦魚見競鑑”（昭和4年11月23日，在高知市新開地舉行），使用的名字還是“土佐錦魚”。此外，這個名次排列順序表中有件挺有趣的事。土佐錦魚審查分為5個部門，分別為“三年魚”，“貳年魚”，“本年大魚”，“本年中魚”，“本年小魚”。

## 危機
在高知市附近特定的地區有在培育土佐錦魚。因為土佐錦魚屬於非常的特殊的金魚，昭和 20 年的戰爭和隔年 21 年的南海大地震中土佐金面臨瀕臨絕種的危機。
高知大空襲於昭和 20 年 7 月 4 日的凌晨時發生，整個市內猶如被火燒過的情形。因為這個關係使得土佐錦魚的數量銳減，之後緊接著在隔年21 年 12 月 21 日發生南海大地震。受到地震的傷害不久，隨後又遇上激烈的海嘯，情況可說是雪上加霜。 
震災後不久，大家都認為土佐錦魚不存在了。據說須賀龜太郎先生（昭和 12 年死亡）有著一位非常要好的朋友叫田村廣衛氏。而將土佐錦魚流傳至今的功臣可說是田村廣衛先生。發現倖存的土佐錦魚是在桜井町高知市的料理店裡，鏡水樓的店主在自己的住家海水倒灌時，於傾斜的鉢中發現倖存的 6 尾土佐錦魚。 
田村廣衛找店主談判希望他將土佐錦魚讓給他，不料卻被拒絕。而後田村廣衛氏多次去找店主溝通，聽說最後是用燒酒交換了土佐錦魚，以前疏散的高岡郡越知町內地都是騎自行車在跑信件和貨物，使用這種交換東西的方法，在那時似乎慢慢的在增加。 
那時候 6 尾土佐錦魚，3 歲的土佐錦魚有2 尾， 2 歲土佐錦魚有 4 尾，至今流傳到現在的土佐金，牽涉到這 6 尾土佐錦魚。其他在高知城西部受害比較少的地方，或許也有倖存的土佐錦魚也說不定。不管是怎麼樣，這幾隻土佐錦魚原來是沒有什麼特別變化，特別是血濃於水，但據說這並不是土佐金體質虛弱的原因所在。
這位田村先生是振興當時土佐錦魚的的重要人物，現在能看到土佐錦魚改良後的尾巴，有人稱土佐金為“横綱前”就是冠軍的意思。

## 性質和飼養的特徵
土佐錦魚是在南國的高知市被培養出來，有著能適應高溫的體質。特別是在夏季的高溫，也有能承受40℃水溫的例子。所以土佐錦魚也有被人稱為“太陽之子”。
但是最好還是生長在適宜的水溫比較好，因為其他品種的金魚也同樣在20℃左右的水溫中較適宜生存，不見得一定要用電熱器等物品做高溫管理，那是沒有必要的。
並且在另一方面，也有其他的金魚同樣可以在水面結冰的冬季中忍受低溫。
若要飼養土佐金的話，需充分讓土佐金接受日照。所以使用戶外飼養為基礎的話能培育出健康、顏色漂亮的土佐金。飼養的失敗機率也會變得比較少。
關於水質的問題，土佐金喜歡在pH8左右的弱鹼性水中生存，與蘭壽和地金金魚不同。所以不需要將土佐金飼養於茂密的植物裡，也不需要其他的浮游生物，土佐金是個喜歡在乾淨和新水中的金魚。除此之外和其他的金魚就沒有什麼不同了，所以說「就算是飼養槽也能欣賞金魚」。
土佐金的飼養方法，最具特徵性的物品被稱為“圓缽”，是使用混凝土製成的飼養槽。這個圓缽直徑60cm，深度18cm的擂缽型碗型，此鉢只限用於飼養第1年剛出生的土佐金，叫“當歲魚”。
將魚苗放入到圓形容器中的話，依魚的習慣會繞著容器邊緣游泳，一直持續的轉圈圈。以這種訓練作為基礎的話，對土佐魚大尾巴的骨骼有益無害。土佐金的尾巴也比較能夠完整的形成反轉尾，所以飼養土佐金時圓缽是不可缺少的容器。
二歲後的土佐金魚和其他金魚一樣，可以用四方型的容器來飼養，水深20cm左右或淺一點的容器比較適合。

## 辨別雌雄的要點
為了雌雄的辨別的，首先第一要點的時期。月份進入4月時，把雄雌魚隻一同放入水溫15℃－20℃左右的水溫裡，經由水溫的變化，促進雄魚發情。發情時雄魚就會拼命追逐雌魚，這時就很好判斷雌雄了。
一般來說，首先確認雄魚的“珍珠斑”，也可以說是“白色追星”。珍珠斑（又叫追星也叫小白點）可以從魚隻身上看出端倪，若還是想看的更清楚點，可以把魚隻放置顏色較深的容器的裡（如黑色臉盆），就能從容器跟魚隻的色差上面辦識出白色珍珠斑，這樣能更明白何謂珍珠斑。這是讓初學者能更快更清楚的辦識方法。土佐金平時都放置在白色圓缽中，很難能看見珍珠斑。
- 辨認雄魚方法：而為了不讓初學者把珍珠斑跟白點病搞混，可以從魚隻身上找出珍珠斑。不過出現地方都是在和胸鰭前緣跟鰓蓋骨的部份，出現白點並不是生病的現象，反而土佐金會很有活動性，而雄魚在特徵上又可從生殖孔的形狀去做分別（註：一開始用生殖孔做確認時，不論是雄性還是雌性，都必須在魚隻較大時這樣辦識，會比較準確，而在小魚時，利用生殖孔辦識，準確度並怎麼不高），生殖孔長相小而內凹。

- 辨認雌魚方法：雌魚是沒有珍珠斑的特徵出現，不過，因為產卵期接近的話，雌魚腹部會鼓起，會有異常的膨脹，會感到腹部有變胖的感覺。同時隨著產卵期接近，用手指很輕地推腹部的話，明顯地可以分別出雄性與雌性腹部的差異性，雌魚的腹部變得脹而軟。這個時候，還可以在由生殖孔上的形狀加以區分，雌魚形狀會是圓形而微突，特別到了產卵期接近時，產卵管尖端會稍微明顯凸出。

以上判定方法不是只可用在判定士佐金雌雄而已，判定方法也可以用在大部份其它金魚品種上，若真要繁殖的話，務必在雌性產卵完雄性也釋放出精液完時，儘速將雄雌魚隻抓走，不然產的卵會被雄雌魚吃光。

## 外部連結
- 日本金魚品種介紹
- 金魚歷史及種類[永久]